# Els Ingleros
Els Ingleros, popularment anomenada en castellà Masía de los Ingleros, en els mapes cartogràfics Masía de los Cingleros o Mas de Ingleras, és un mas abandonat i en ruïnes del terme municipal de Lludient, a la comarca de l'Alt Millars, al País Valencià.
Se situa a la partida del mateix nom, documentada amb aquest topònim des del segle xviii, la denominació de la qual s'ha transformat de Cingleros a Ingleros a l'assimilar la -s final de Los la c- inicial de Cingleros pronunciada com una essa sorda.
El llogaret, des dels contraforts meridionals de la serra del Cabezo, domina l'angosta vall de la rambla de santa Anna, amb el Morrón Royo enfront, i per sota, a ponent, el mas de la Noguereta. A escassos metres d'ell passa l'important camí de Cirat a Lludient, ara convertit en pista.
L'any 1940 tenia 12 habitants.